# Lavangen (Fjord)
Der Lavangen (nordsamisch: Loabákvuotna) ist ein 17 km langer Fjord im norwegischen Fylke (Provinz) Troms. Er liegt in nahezu seiner gesamten Ausdehnung in der nach ihm benannten Kommune Lavangen; nur ein kleiner Abschnitt im Nordosten gehört verwaltungstechnisch zur Nachbargemeinde Salangen.

## Geographie
Der durchgehend etwa 2 km breite Lavangen erstreckt sich vom Astafjord, gegenüber der Insel Andørja, nach Südosten und endet bei der Siedlung Tennevoll, dem Verwaltungszentrum der Gemeinde Lavangen, wo der Fluss Spandselva in den Fjord mündet und wo die im Tal des Flusses von Süden und der Europastraße 6 herankommende Provinzstraße Fv 84 das Ostufer des Fjords erreicht, dann aber östlich des gewaltigen Skavneskollen nach Norden abbiegt.

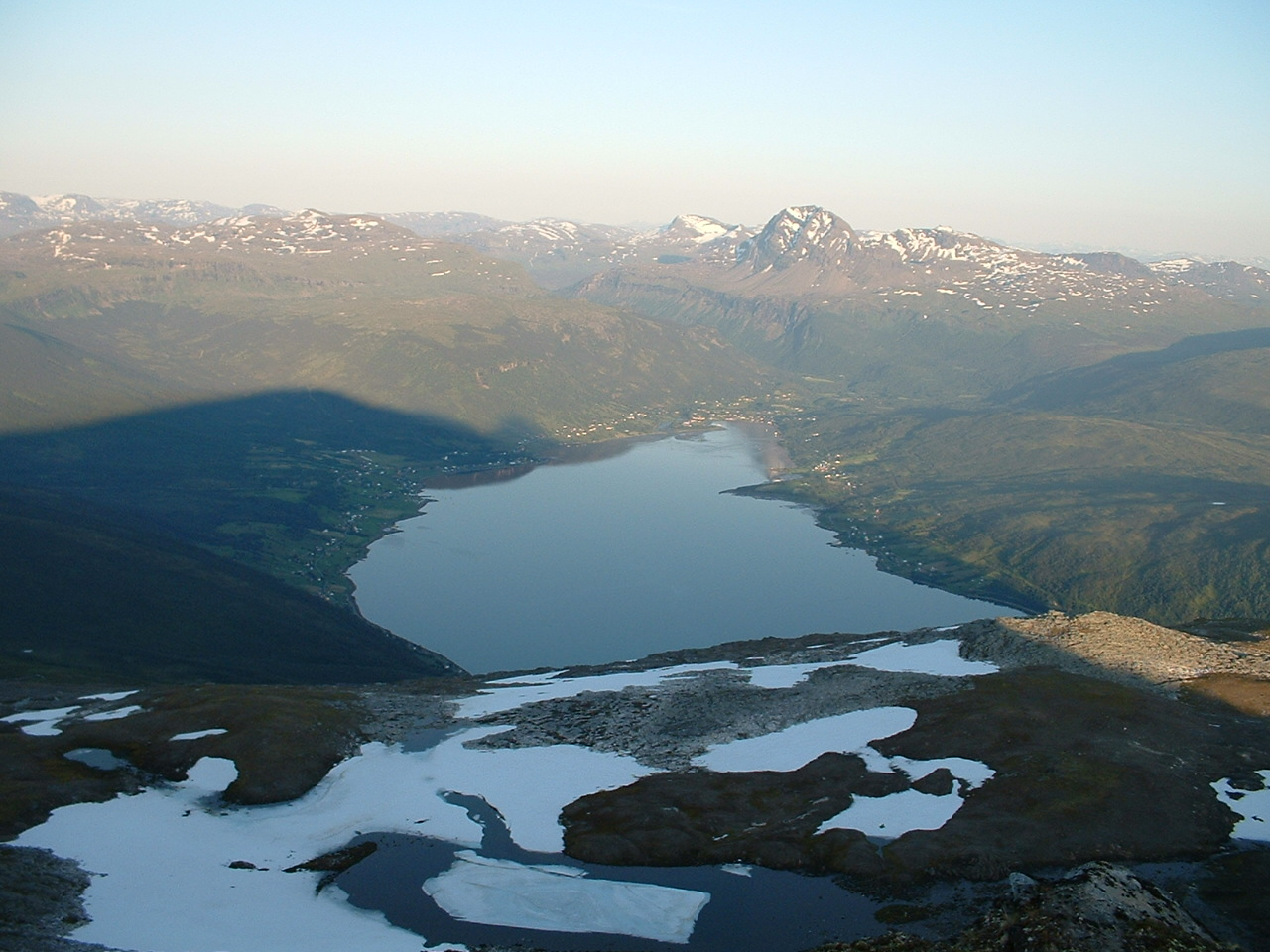
Blick vom Skavneskollen auf das Südende des Lavangen mit Tennevoll

Der Fjord schneidet tief zwischen hohen Bergen in die Landschaft: Auf dem Nordufer erhebt sich das Massiv des 1252 m hohen Elveskardtindan und des unmittelbar benachbarten 1196 m hohen Skavneskollen, im Südwesten der 1266 m hohe Lavangstinden.

## Siedlungen und Verkehr
Am Nordufer befinden sich einige Behausungen auf den ersten drei Kilometern östlich der Fjordmündung in Lavangnes, das zur Kommune Salangen gehört und nur von dort aus über eine Gemeindestraße erreichbar ist. Die sich daran nach Osten anschließende steil aufragende Küste unterhalb des Elveskardtindan und des Skavneskollen ist unbewohnt. Erst die letzten 7 km am inneren Ende des Fjords bis nach Tennesvoll sind wieder besiedelt und durch eine Gemeindestraße und die Fv 84 erschlossen.
Entlang dem gesamten Südufer von Tennevoll bis zum Astafjord stehen Häuser und Höfe, die durch die Fv 141 miteinander, mit Tennevoll und mit der benachbarten Gemeinde Gratangen verbunden sind.